# Charles Minsky
Charles David Minsky (* 13. Dezember 1946) ist ein US-amerikanischer Kameramann.

## Leben
Charles D. Minsky studierte erfolgreich Politikwissenschaften an der UCLA. Er besuchte an der Universität zwei Filmkurse, brach sie aber mangels Interesse wieder ab. Nach dem Studium hatte er auch kein Interesse, im Filmbereich zu arbeiten. Erst drei Jahre später war es sein Vater, der jemanden kannte, der einen Low-Budget-Film drehte und noch einen Kameramann suchte, sodass er Minsky daraufhin vermittelte. Sein komplettes Handwerk als Kameramann erlernte er während seiner Arbeit.

## Filmografie (Auswahl)
- 1986: Crazy Airforce (Weekend Warriors)
- 1986: Die Horror-Party (April Fool's Day)
- 1986: Radioactive Dreams
- 1990: Pretty Woman
- 1991: Der Giftzwerg (Dutch)
- 1992: Der Fremdgeher – Eine Ehefrau rechnet ab (A House of Secrets and Lies)
- 1992: Wanted – Betty Lou, bewaffnet bis an die Zähne (The Gun in Betty Lou's Handbag)
- 1994: Das Signum des Ritualmörders (Keys)
- 1996: Hilfe, ich komm’ in den Himmel (Dear God)
- 1996: Kazaam – Der Geist aus der Flasche (Kazaam)
- 1999: Das Mädchen und der Fotograf (Guinevere)
- 2001: Tomcats
- 2002: Freche Biester! (Slap Her... She's French)
- 2002: Safecrackers oder Diebe haben’s schwer (Welcome to Collinwood)
- 2004: Liebe auf Umwegen (Raising Helen)
- 2004: Plötzlich Prinzessin 2 (The Princess Diaries 2: Royal Engagement)
- 2005: The Producers
- 2006: Ich, Du und der Andere (You, Me and Dupree)
- 2009: (Traum)Job gesucht (Post Grad)
- 2010: Valentinstag (Valentine’s Day)
- 2011: Fremd Fischen (Something Borrowed)
- 2011: Happy New Year (New Year’s Eve)
- 2012: Weihnachten mit Holly (Christmas with Holly, Fernsehfilm)
- 2016: Mother’s Day – Liebe ist kein Kinderspiel (Mother’s Day)
- 2016: Die Nacht der verrückten Abenteuer (Adventures in Babysitting, Fernsehfilm)